# Demjatské kopce
Demjatské kopce je přírodní rezervace v oblasti Prešov.
Nachází se v katastrálním území obcí Demjata a Veľký Slivník v okrese Prešov v Prešovském kraji. Území bylo vyhlášeno v roce 1982 na rozloze 8,6817 ha. Ochranné pásmo nebylo stanoveno.